# Новица Лукић
Новица Лукић (рођен 14. септембра 1919. године, Шљивовац, Крагујевац — погинуо 1. маја 1957. године, Тунис) је био потпоручник у Југословенској краљевској војсци у Отаџбини током Другог светског рата. После рата био је мајор Француске Легије странаца.

## Биографија
Родио се у селу Шљивовац код Крагујевца. Завршио је гимназију и школу Војнотехничког завода у Крагујевцу. После Априлског рата придружио се равногорском покрету 1941. године, када је његов старији брат Милорад активан ваздухопловни пилот основао Шљивовачки четнички одред, који касније прелази у састав Гружанске бригаде а потом у 1. шумадијски корпус.
Крајем 1942. године генерал Драгољуб Михаиловић је Милорада и Новицу лично одликовао златном медаљом за храброст. Новица Лукић је за команду 1. шумадијског корпуса обављао курирске послове и друге опасне задатке под шифром Анђео — 31. Старији брат Милорад погинуо је 29. јануара 1943. године у једној борби четника са Српском државном стражом генерала Милана Недића.
Пред крај рата Новица преживљава пакао босанске голготе бива и рањен, тада у чину потпоручника. Транспортован је са већом групом рањеника у Чешку. После опоравка настоји да се врати у Шумадијску групу корпуса али без успеха. У Словенији приступа у допунски батаљон Динарске четничке дивизије са којом 1. маја 1945. године напушта земљу. Доспева у логор Ђезена у Италији, а затим у логор Еболи. У логору Еболи написао је неколико књига о ратном путу шумадијских четника.
Године 1947. одлази у Француску Легију странаца. Наредних пет година бори се широм света, од северне Африке па све до Индокине. После окончања петогодишњег стажа 1952. године долази у Француску. После четири године које је провео у Француској 1956. године поново ступа у Легију странаца, сада у чину мајора. Новица је погинуо 1. маја 1957. године у Тунису.